# Dmytro Jeremenko
Dmytro Serhijovyč Jeremenko (ukrajinsky Дмитро Сергійович Єременко; * 20. června 1990, Charkov, Ukrajinská SSR, Sovětský svaz) je ukrajinský fotbalový záložník, od července 2014 působící v FK Olimpik Doněck.

## Klubová kariéra
Na Ukrajině působil v mládežnickém věku ve fotbalových školách z Charkova DJUSŠ-13 Charkov a UFK Charkov. Profesionální kariéru zahájil v klubu FK Volyň Luck, dále hrál za FK Dynamo Kyjev B, FK Metalurh Zaporižžja, FK Metalist Charkov a FK Vorskla Poltava. V září 2013 odešel na hostování do českého klubu Bohemians Praha 1905. V Gambrinus lize debutoval 24. listopadu 2013 v zápase proti FK Baumit Jablonec (porážka 0:1), na hrací plochu se dostal v 72. minutě. 16. března 2014 byl poprvé v základní sestavě v domácím ligovém zápase proti FC Slovan Liberec (výhra 1:0). Před sezonou 2014/15 hostování v Bohemians nejprve prodloužil, ale nakonec se vrátil do Charkova, odkud přestoupil do Olimpiku Doněck.

## Reprezentační kariéra
Dmytro Jeremenko reprezentoval Ukrajinu v několika mládežnických kategoriích. V roce 2009 vyhrál s reprezentačním výběrem U19 Mistrovství Evropy hráčů do 19 let, které se konalo právě na Ukrajině. Domácí tým porazil ve finále Anglii 2:0.